# Бинди

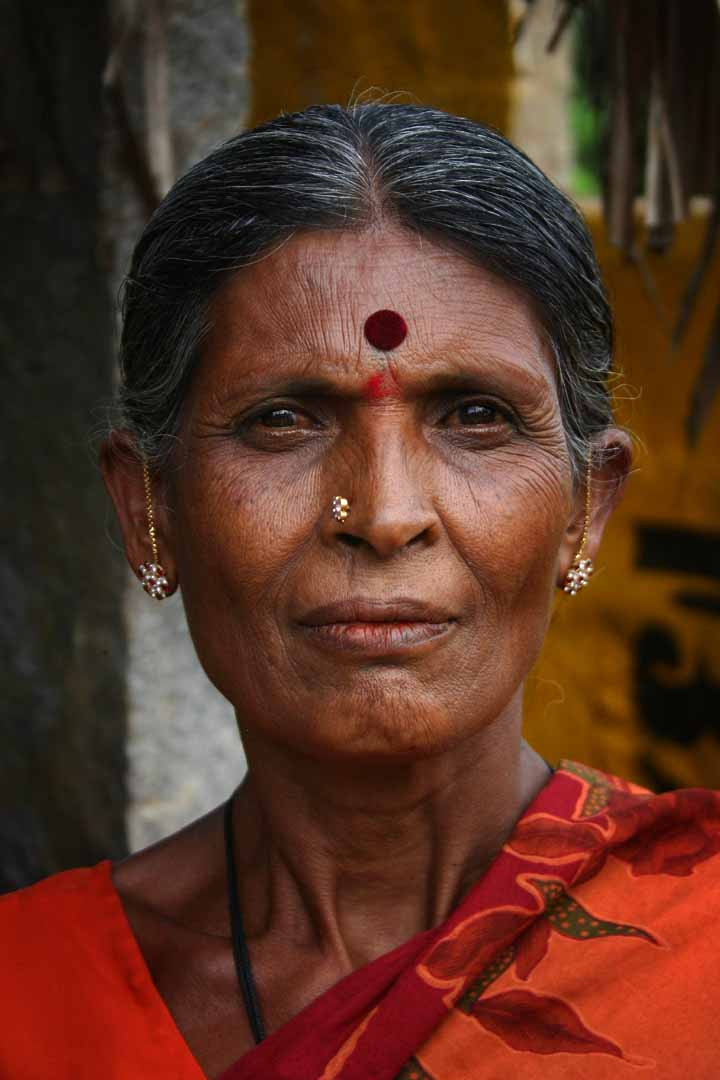
Индийская женщина с бинди

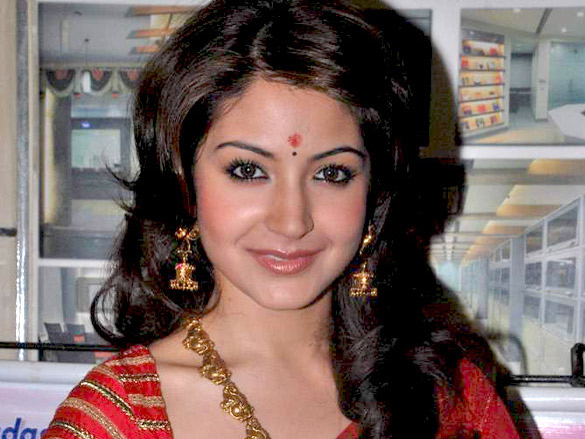
Актриса Анушка Шарма с бинди

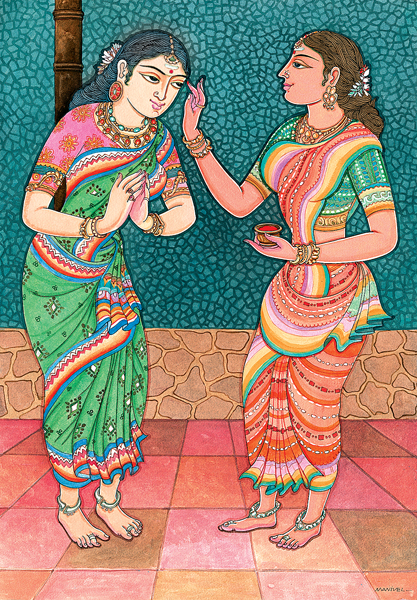
Нанесение бинди

Бинди (хинди बिंदी «точка, капля») в индуизме — знак правды: цветная точка, которую индуски рисуют чуть выше межбровья, так называемый «третий глаз»; разновидность тилаки.
Считается, что традиционно бинди носят только замужние женщины, причем красную. Однако это не так. Например, незамужние девушки могут носить черную бинди. А желтая точка между бровей указывает на то, что женщина вдова или потеряла кого-то важного в своей семье, и это необязательно должен быть супруг. Детям бинди наносят в качестве защиты от сглаза. Для мужчин точку на лбу обычно рисует женщина — это может быть жена или, если мужчина не женат, его сестра. Цвет бинди у мужчин имеет еще более сложное значение, так как он показывает, к какой варне принадлежит человек. Брахманы имеют право носить красную бинди. Если мужчина принадлежит к касте воинов (кшатриев), то его бинди будет черного цвета. Земледельцы и торговцы (вайшии) носят желтую точку на лбу. Слуги (шудры) бинди носить не должны. Бинди белого цвета, наносимая смесью масла и белого пепла (вибхути), означает духовную силу и выход за рамки варновой системы.
Интерес хиппи- и техно-движения к Индии привел бинди в Европу и Америку, где оно из спиритуального символа превратилось в модную деталь. Здесь можно увидеть бинди на рейв-сцене, в США они уже превратились в массовое украшение различной формы и цвета.
Некоторые считают это культурной апроприацией.

## История
До установления независимости Индии от Британской империи бинди обозначала принадлежность к какой-либо касте. Например, если точка была красной, — женщина была из числа брахманов; если на лбу у женщины красовалась точка чёрного цвета, женщина принадлежала к числу кшатриев.